# سینوریا
سینوریا (تلفظ ایتالیایی: [siɲɲoˈri:a]; از signore [siɲˈɲo:re](سینور) یا «ارباب» ، واژه‌ای انتزاعی که (کم‌وبیش) به معنای دولت و حاکمیت عملی است؛ جمع: signorie سینوری) عنوان حاکم یا اقتدار حکومتی در بسیاری از دولت‌شهرهای ایتالیایی در قرون وسطی و رنسانس بود.
در برخی از این دولت‌شهرها عبارت سینوریا به حاکمانی اشاره داشت که دولتشان نوعی قانون اساسی داشته باشد که در تقابل با قدرت دیکتاتوری‌ای بود که یک جبار یا سلسلهٔ حکومتی از آن بهره می‌برد. برای مثال در جمهوری‌های ونیز و فلورانس در زمان رنسانس از این واژه در اشاره به دولت استفاده می‌شد. بااین‌حال استفاده از این واژه در دولت‌شهرهای مختلف متفاوت بود. مثلاً در جمهوری فلورانس سینوریا به بالاترین قدرت اجرایی اشاره داشت ولی در جمهوری ونیز منظور از سینوریا غالباً یک هیئت دادگستری بود.
در تاریخ ایتالیا گسترش سنوریاها معمولاً با زوال قدرت ساختار دولتی کومون‌های قرون وسطایی مرتبط دانسته می‌شود.